# Diego Lorenzi
Diego Lorenzi FDP (* 14. November 1939 in Valdastico, Provinz Vicenza, Italien) ist ein römisch-katholischer Priester und war Privatsekretär von Papst Johannes Paul I.

## Leben
Lorenzi, der aus der Region Venetien stammt, erhielt am 20. Mai 1967 das Sakrament der Priesterweihe und trat dem Orden der Söhne der göttlichen Vorsehung bei. 1976 wurde er Sekretär von Albino Kardinal Luciani, dem damaligen Patriarchen von Venedig. In dieser Eigenschaft begleitete er Kardinal Luciani im August 1978 nach Rom, als dieser am Konklave nach dem Tod Pauls VI. teilnahm. Lorenzi war nach eigener Aussage über dessen Wahl zum Papst nicht überrascht. Im Vatikan wurde er zunächst von dem irischen Monsignore John Magee unterstützt, dem früheren Privatsekretär Pauls VI. Lorenzi hatte Johannes Paul I. selbst darum gebeten, da er im Vatikan neu war.
Ab 1996 übte er missionarische Tätigkeiten auf den Philippinen und in Italien aus. Mittlerweile lebt Diego Lorenzi am Ordensinstitut San Carlo in Erba in der Provinz Como.